# إدوارد هيوم
إدوارد هيوم (بالإنجليزية: Edward Hume)‏ هو كاتب سيناريو أمريكي، ولد في 18 مايو 1936 في الولايات المتحدة.

## وصلات خارجية
- إدوارد هيوم على موقع IMDb (الإنجليزية)
- إدوارد هيوم على موقع ألو سيني (الفرنسية)
- إدوارد هيوم على موقع قاعدة بيانات الأفلام السويدية (السويدية)
- إدوارد هيوم على موقع قاعدة بيانات الفيلم (الإنجليزية)
- إدوارد هيوم على موقع كينوبويسك (الروسية)